# Gigors-et-Lozeron
Gigors-et-Lozeron (okzitanisch: Gigòrs e Lauseron) ist eine französische Gemeinde mit 219 Einwohnern (Stand: 1. Januar 2022) im Département Drôme in der Region Auvergne-Rhône-Alpes; sie gehört zum Arrondissement Die und zum Kanton Crest. Die Bewohner werden Gigorois und Gigoroises genannt.

## Geografie
Gigors-et-Lozeron liegt etwa 22 Kilometer südöstlich von Valence. Hier entspringt die Sye. Umgeben wird Gigors-et-Lozeron von den Nachbargemeinden Combovin im Norden, Le Chaffal im Nordosten, Plan-de-Baix im Nordosten und Osten, Beaufort-sur-Gervanne im Osten und Südosten, Suze und Cobonne im Süden, Vaunaveys-la-Rochette im Südwesten, Ourches im Westen sowie La Baume-Cornillane im Nordwesten.

## Bevölkerungsentwicklung
| Jahr                       | 1911 | 1962 | 1968 | 1975 | 1982 | 1990 | 1999 | 2006 | 2019 |
| -------------------------- | ---- | ---- | ---- | ---- | ---- | ---- | ---- | ---- | ---- |
| Einwohner                  | 364  | 138  | 137  | 128  | 126  | 135  | 156  | 164  | 210  |
| Quellen: Cassini und INSEE |      |      |      |      |      |      |      |      |      |

## Sehenswürdigkeiten

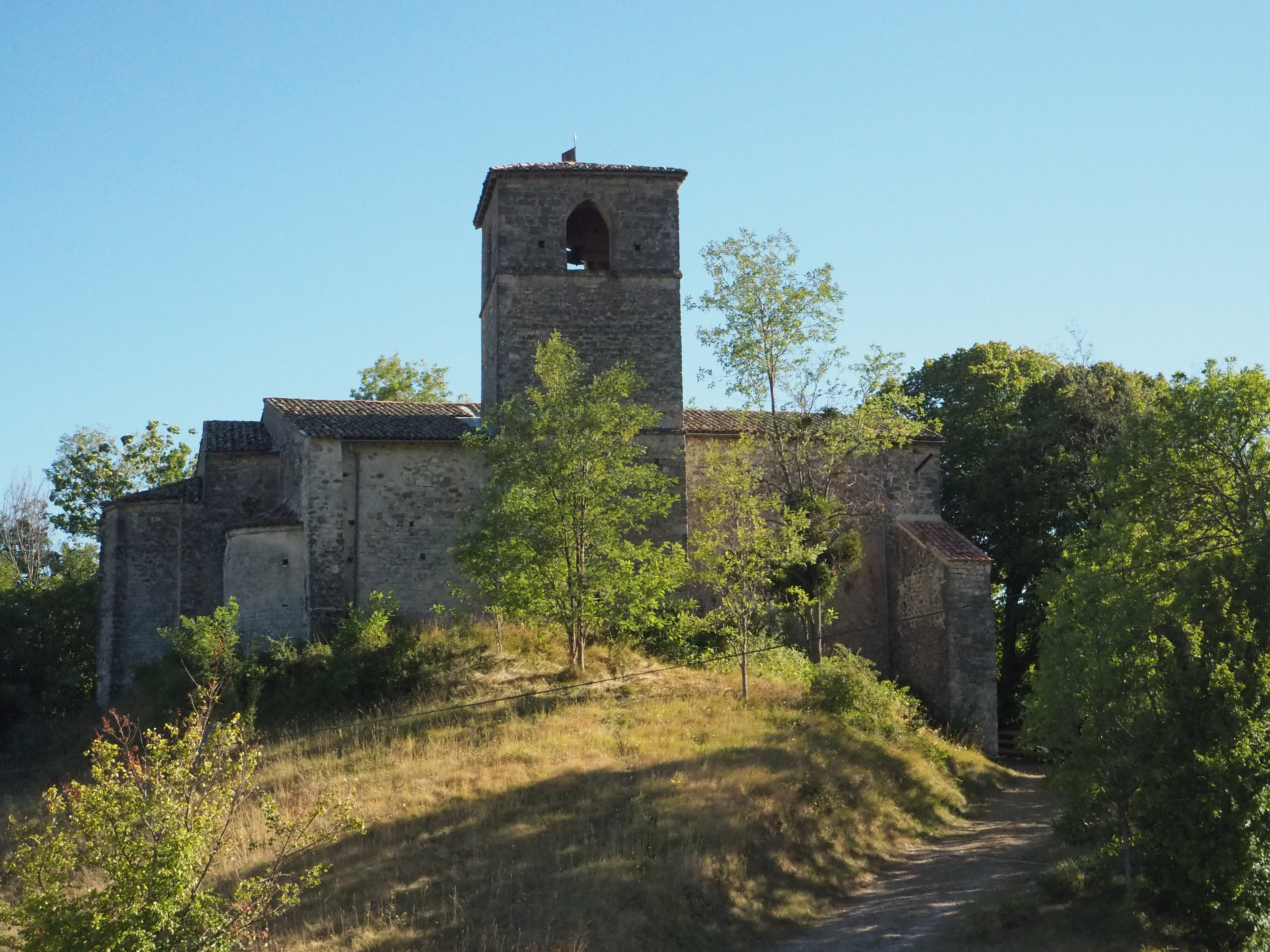
Kirche Saint-Pierre

- Kirche Saint-Pierre aus dem 12. Jahrhundert, seit 1978 als Monument historique eingeschrieben
- Reste einer mittelalterlichen Wüstung